# Karabunjiszte (gmina Wełes)
Karabunjiszte (mac. Карабуниште) – wieś w centralnej Macedonii Północnej, administracyjnie należąca do gminy Wełes. Według stanu na 2002 rok jej liczebność wynosiła 0 mieszkańców.

Według danych ze spisu powszechnego przeprowadzonego w 2002 roku, wieś Karabunjiszte nie zamieszkiwał żaden człowiek.